# HMS Brecon (L76)
HMS Brecon (L76) là một tàu khu trục hộ tống lớp Hunt Kiểu IV của Hải quân Hoàng gia Anh Quốc được hạ thủy và nhập biên chế năm 1942. Nó đã hoạt động trong suốt Chiến tranh Thế giới thứ hai, ngừng hoạt động năm 1945 và bị bán để tháo dỡ năm 1961.

## Thiết kế và chế tạo
Brecon được đặt hàng vào ngày 28 tháng 7, 1940 cho hãng John I. Thornycroft & Company tại Woolston trong Chương trình Chiến tranh Khẩn cấp 1940 và được đặt lườn vào ngày 27 tháng 2, 1941. Tàu lớp Hunt Kiểu IV được chế tạo theo một thiết kế riêng của hãng Thornycroft, có dạng lườn tàu đặc biệt làm tăng hiệu suất ở tốc độ thấp và giảm bớt sự chòng chành mà không cần đến đồ dằn hay các cánh ổn định, giúp tạo nên một bệ pháo vững chắc. Thử nghiệm cho thấy nó cải thiện hiệu suất sử dụng động cơ đến 8% ở tốc độ 20 hải lý trên giờ (37 km/h).
Brecon được hạ thủy vào ngày 27 tháng 6, 1942 và nhập biên chế vào ngày 18 tháng 12 năm 1942. Con tàu được cộng đồng dân cư Brecon thuộc hạt Powys, xứ Wales đỡ đầu trong khuôn khổ cuộc vận động gây quỹ Tuần lễ Tàu chiến năm 1942. Tên nó được đặt theo rừng săn cáo Brecon tại Brecknockshire, và là chiếc tàu chiến đầu tiên của Hải quân Anh được đặt cái tên này.

## Lịch sử hoạt động

### 1942 - 1943
Sau khi hoàn tất chạy thử máy, Brecon chuyển đến Scapa Flow vào ngày 18 tháng 12, 1942, nơi nó gia nhập Hạm đội Nhà và tiếp tục được trang bị hoàn thiện, rồi gia nhập Chi hạm đội Khu trục 6. Con tàu đảm nhiệm việc tuần tra và hộ tống vận tải ven biển tại Khu vực tiếp cận phía Tây và Bắc Hải.
Đến tháng 6, 1943, Brecon tham gia hộ tống cho Đoàn tàu WS31/KMF17 hướng sang Gibraltar. Đoàn tàu khởi hành vào ngày 21 tháng 6 với thành phần bao gồm các tàu khu trục Arrow (H42), Ledbury (L90), Blencathra (L24), Brissenden (L79), Hambledon (L37), Mendip (L60), Viceroy (D91), Wallace (1918), Witherington (D76) và Woolston (1918); và đến ngày 26 tháng 6, trong khi Đoàn tàu WS31 tiếp tục hành trình hướng đến mũi Hảo Vọng, nó cùng Đoàn tàu KMF17 được cho tách ra, cùng với tàu tuần dương hạng nhẹ Uganda (66) đi đến Gibraltar.
Brecon sau đó được huy động tham gia Chiến dịch Husky, cuộc đổ bộ của lực lượng Đồng Minh lên Sicily, Ý. Nó đi đến Oran, Algeria và tham gia Lực lượng Hỗ trợ E làm nhiệm vụ tuần tra và hộ tống; và đến ngày 7 tháng 7 đã được bố trí vào Đội hộ tống V cùng các tàu khu trục hộ tống Blankney (L30) và Brissenden, bảo vệ cho Đoàn tàu KMF18 đi đến khu vực tấn công. Đi đến ngoài khơi bãi đổ bộ ba ngày sau đó, nó tiếp tục bảo vệ cho các tàu vận tải và tuần tra bãi đổ bộ.
Vào tháng 8, Brecon được điều sang Đội khu trục 58 và được phối thuộc cùng Lực lượng Đặc nhiệm 85 tham gia Chiến dịch Avalanche, cuộc đổ bộ của lực lượng Đồng Minh lên Salerno, Ý. Vào ngày 6 tháng 9, nó khởi hành từ Bizerte, Tunisia trong thành phần hộ tống cho Đoàn tàu FSS2, và sau khi đi đến ngoài khơi bãi đổ bộ ba ngày sau đó, nó tham gia cùng các tàu tuần dương hạng nhẹ Mauritius (80), Uganda, Orion (85) và Aurora (12), các tàu tuần dương hạng nhẹ Hoa Kỳ Philadelphia (CL-41) và Boise (CL-47), tàu monitor Roberts (F40) cùng các tàu khu trục Lookout (G32), Loyal (G15), Tartar (F43), Nubian (F36), Quantock (L58) và Eggesford (L15) để bắn hải pháo hỗ trợ cho cuộc đổ bộ. Sau đó nó đảm trách hộ tống vận tải và tuần tra hỗ trợ cho chiến dịch, và mắc phải tai nạn va chạm nhẹ với tàu khu trục Laforey (G99).
Sau khi chiến dịch hoàn tất, Brecon quay trở lại đảm nhiệm việc tuần tra và hộ tống vận tải ven biển tại khu vực Tây và Trung tâm Địa Trung Hải.

### 1944
Vào ngày 21 tháng 1, 1944, Brecon tham gia Chiến dịch Shingle, cuộc đổ bộ của lực lượng Đồng Minh lên Anzio, Ý. Nó được tập trung tại Naples cùng các tàu tuần dương Orion và Spartan (95), tàu tuần dương phòng không phụ trợ HMS Ulster Queen, các tàu khu trục Jervis (F00), Janus (F53), Laforey, Loyal, Inglefield (D02), Tenacious (R45), Urchin (R99), Kempenfelt (R03), Beaufort (L14), Wilton (L128) và Tetcott (L99) trong thành phần Lực lượng Tấn công phía Bắc. Lực lượng đi đến ngoài khơi bãi đổ bộ hai ngày sau đó, nơi nó tuần tra và hỗ trợ hỏa lực, vốn kéo dài cho đến tháng 3.
Vào tháng 3, cùng các tàu chị em Blankney, Exmoor (L08) và Blencathra, Brecon đã tham gia vào việc đánh chìm tàu ngầm U-boat Đức U-450 ngoài khơi Anzio, ở tọa độ 40°11′B 12°02′Đ / 40,183°B 12,033°Đ; một số thủy thủ sống sót đã được cứu vớt.
Sang tháng 4, Brecon được điều động sang Chi hạm đội Khu trục 18, tiếp tục làm nhiệm vụ tuần tra và hộ tống vận tải tại Địa Trung Hải. Đến tháng 7, nó tạm thời được điều sang dưới quyền chỉ huy chung của Hải quân Hoa Kỳ nhằm chuẩn bị cho Chiến dịch Dragoon, cuộc đổ bộ của lực lượng Đồng Minh lên miền Nam nước Pháp. Nó đi đến Naples vào tháng 8, và đã hộ tống Đoàn tàu SM3 đi đến bãi đổ bộ vào đúng ngày D 15 tháng 8. Sau khi chiến dịch kết thúc, nó quay trở lại quyền chỉ huy của Hải quân Hoàng gia, tiếp tục hoạt động tuần tra và hộ tống vận tải.
Vào ngày 19 tháng 9, Brecon đã cùng với các tàu khu trục Terpsichore, Troubridge, Zetland và tàu khu trục Ba Lan ORP Garland tham gia vào việc đánh chìm tàu ngầm U-Boat U-407 tại vị trí về phía Nam đảo Milos, ở tọa độ 36°27′B 24°33′Đ / 36,45°B 24,55°Đ. Đến ngày 28 tháng 9, nó cùng với Liddesdale (L100) và Zetland bắn phá các vị trí của quân Đức ở Pegadio và Karpathos.
Sang tháng 10, khi Lục quân Đức bắt đầu rút lui khỏi khu vực biển Aegean và tại chính Hy Lạp, Brecon đã tham gia cùng các tàu sân bay hộ tống Hunter (D80), Stalker (D91), Emperor (D98), Attacker (D02), Searcher (D40), Pursuer (D73) và Khedive (D62); các tàu tuần dương Orion, Ajax (22), Royalist (89), Black Prince (81), Aurora (12) và Colombo (D89); các tàu khu trục Troubridge, Termagant (R89), Terpsichore, Teazer (R23), Tuscan (R56) và Tumult (R11); các tàu khu trục hộ tống Calpe (L71), Catterick (L81), Cleveland (L46), Liddesdale và Zetland trong hoạt động đánh chặn tàu bè đối phương triệt thoái, và bắn hải pháo hỗ trợ cho việc tái chiếm Hy Lạp. Đến tháng 12, con tàu được rút về Anh.

### 1945
Sang tháng 1, 1945, Brecon cùng với các tàu chị em Bleasdale (L50), Cattistock (L35), Cottesmore (L78), Cowdray (L52), Croome (L62), Eggesford (L15), Fernie (L11), Haydon (L75), Holderness (L48), Mendip (L60), Middleton (L74), Pytchley (L92) và tàu khu trục hộ tống thuộc phe Pháp tự do La Combattante được điều sang Chi hạm đội Khu trục 21 đặt căn cứ tại Sheerness. Đây là nhằm củng cố hoạt động tuần tra và hộ tống vận tải tại Bắc Hải, do đối phương tăng cường các hoạt động rải mìn và đánh phá bằng tàu phóng lôi và tàu ngầm trang bị ống hơi tại Khu vực Tiếp cận Tây Nam.
Sang tháng 4, Brecon khởi hành đi Malta, nơi nó được tái trang bị nhằm chuẩn bị để được cử sang phục vụ tại Viễn Đông; và khi hoàn tất việc sửa chữa, nó quay trở về Anh vào tháng 5 để thủy thủ đoàn được nghỉ phép. Nó khởi hành vào ngày 10 tháng 6 để gia nhập Chi hạm đội Khu trục 18 đặt căn cứ tại Colombo, Ceylon; và sau khi đến nơi vào tháng 7, nó chuẩn bị cho Chiến dịch Zipper nhằm đổ bộ lên Malaya. Tuy nhiên chiến dịch bị hủy bỏ do Nhật Bản chấp nhận đầu hàng vào ngày 15 tháng 8; thay vào đó, nó gia nhập Chi hạm đội Khu trục 29 vào ngày 29 tháng 8, và khởi hành vào ngày 4 tháng 9 hộ tống cho Đoàn tàu JMG2, và sáp nhập cùng Đoàn tàu JMA25 để tiếp nhận sự đầu hàng của quân Nhật tại Singapore vào ngày 9 tháng 9.
Brecon quay trở về Portsmouth vào ngày 12 tháng 12, và được đưa về thành phần dự bị, cho đến khi được đưa vào danh sách loại bỏ vào năm 1956. Nó được bán cho hãng BISCO vào tháng 8, 1961, và được tháo dỡ tại xưởng tàu của hãng Shipbreaking Industries Ltd. ở Faslane vào tháng 9, 1962.